# Ādityahṛdaya

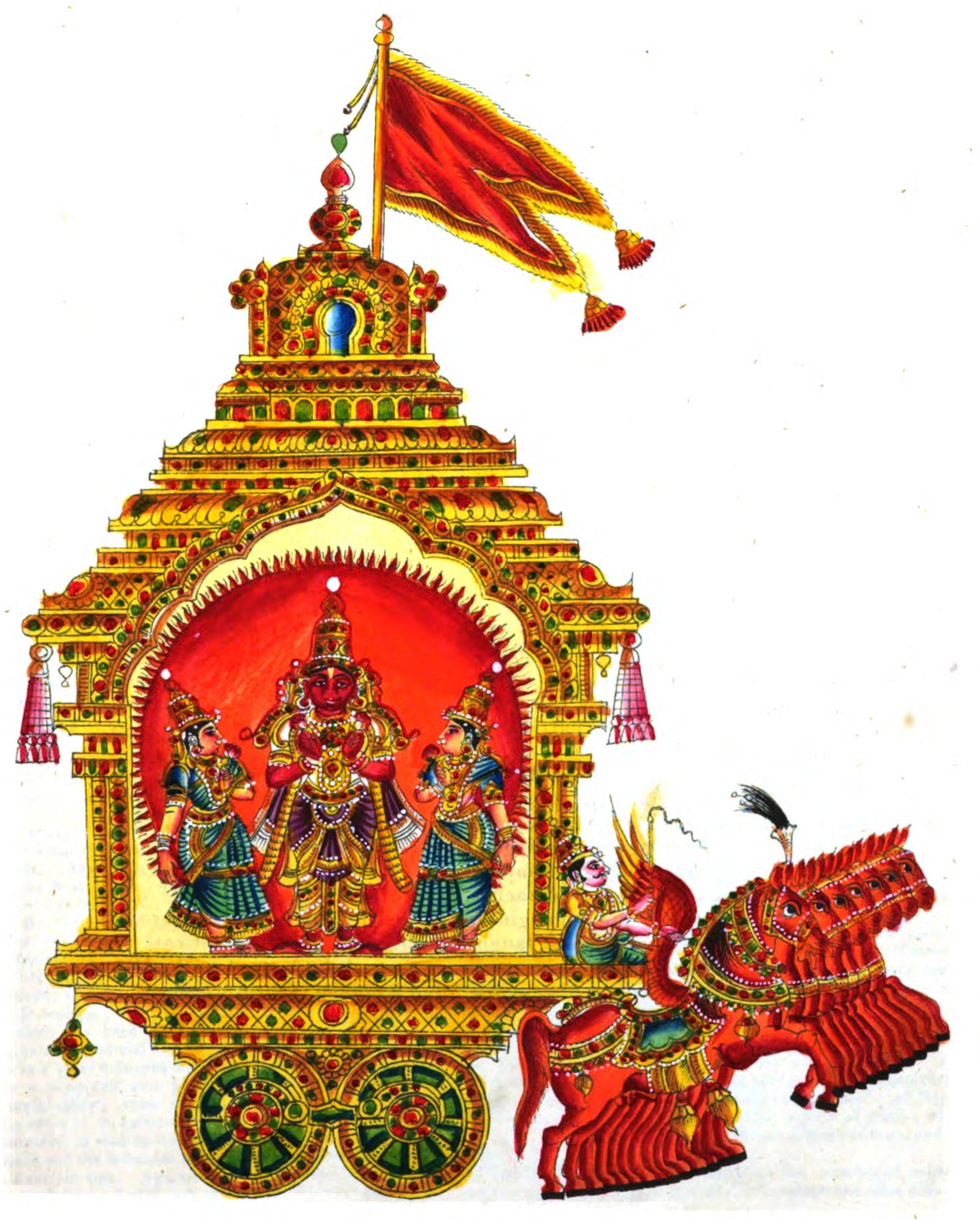
Sūrya, il dio Sole, assiso sul suo carro (XIX secolo). Qui Sūrya è accompagnato dai suoi due guardiani: Daṇḍī e Piṅgala. I sette cavalli che trainano il carro rappresentano i sette giorni della settimana.

Con il titolo Ādityahṛdaya (devanāgarī: आदित्यहृदयम्; lett. "Il cuore del figlio di Aditi" ovvero "Il segreto del dio Sole") si indica, nella cultura religiosa hindūista, quel celebre stotra presente nel capitolo VI del Rāmāyaṇa, lo Yuddhakāṇḍa, insegnato dal "veggente" (Ṛṣi) Agastya a Rāma, in onore del dio Sole (Sūrya; qui appellato come Āditya, ovvero figlio di Aditī), la recitazione del quale consente a chiunque si trovi in pericolo la salvezza e la vittoria.
pūjayasva vivasvantaṃ bhāskaraṃ bhuvaneśvaram 

sarvadevātmako hyeṣa tejasvī raśmibhāvanaḥ 

eṣa devāsuragaṇān lokān pāti gabhastibhiḥ 

eṣa brahmā ca viṣṇuśca śḥ skandaḥ prajāpatiḥ 

mahendro dhanadaḥ kālo yamaḥ somo hyapāṃpatiḥ 
 
pitaro vasavaḥ sādhyā aśvinau maruto manuḥ 

vāyurvahniḥ prajāḥ prāṇa ṛtukartā prabhākaraḥ 

ādityaḥ savitā sūryaḥ khagaḥ pūṣā gabhastimān

suvarṇasadṛśo bhānurhiraṇyaretā divākaraḥ 

haridaśvaḥ sahasrārciḥ saptasaptirmarīcimān 

timironmadhanaḥ śambhustvaṣṭā mārtaṇḍako.aṃśumān 

hiraṇyagarbhaḥ śiśirastapano'ahaskaro raviḥ 

agnigarbho.aditeḥ putraḥ śaṅkhaḥ śiśiranāśanaḥ 

vyomanāthastamobhedī ṛgyajussāmapāragaḥ

ghanavṛṣṭirapāṃ mitro vindhyavīthīplavaṃgamaḥ 

ātapī maṇḍalī mṛtyuḥ piṅgalaḥ sarvatāpanaḥ 

kavirviśvo mahātejā raktaḥ sarvabhavodbhavaḥ 

nakṣatragrahatārāṇāmadhipo viśvabhāvanaḥ 

tejasāmapi tejasvī dvādaśātmannamo'stu te 

namaḥ pūrvāya giraye paścimāyādraye namaḥ 

jyotirgaṇānāṃ pataye dinādhipataye namaḥ 

jayāya jayabhadrāya haryāśvāya namo namaḥ 

namo namaḥ sahasrāṃśo ādityāya namo namaḥ 
 
nama ugrāya vīrāya sāraṅgāya namo namaḥ 

namaḥ padmaprabodhāya pracaṇḍāya namo'astu te 

brahmeśānācyuteśāya sūryāyādityavarcase 

bhāsvate sarvabhakṣāya raudrāya vapuṣe namaḥ 

tamoghnāya himagnāya śatrughnāyāmitātmane

kṛtaghnaghnāya devāya jyotiṣāṃ pataye namaḥ 

taptacāmīkarābhāya vahnaye viśvakarmaṇe 

namastamobhinighnāya rucaye lokasākṣiṇe 

nāśayatyeṣa vai bhūtaṃ tadeva sṛjati prabhuḥ 

pāyatyeṣa tapatyeṣa varṣatyeṣa gabhastibhiḥ 

eṣa supteṣu jāgarti bhūteṣu pariniṣṭhitaḥ 

eṣa caivāgnihotraṃ ca phalaṃ caivāgnihotriṇām 

vedāśca kratavaścaiva kratūnāṃ phalameva ca

yāni kṛtyāni lokeṣu sarveṣu raviḥprabhuḥ»